# Acromyrmex evenkul
Acromyrmex evenkul é uma espécie de inseto do gênero Acromyrmex, pertencente à família Formicidae.